# アークトゥルス (ゲーム)
『アークトゥルス』は、GRAVITY社が2000年に発売したコンピュータRPG。日本では日本ファルコム社が販売権を獲得し、日本語ローカライズした"海外プロデュースシリーズ"の3作目として、2003年6月に発売している。

## 概要
3Dのフィールドに2Dキャラという組み合わせが特長。同様のシステムのラグナロクオンラインでも一部で同じテクスチャが使われている。

## システム
戦闘はリアルタイムではないコマンド式だが、ターン制ではなくキャラごとの速さによってゲージが溜まり満タンになれば行動可能な方式。誰かの順番が来るまでは敵・味方ともにコマンドにしたがって画面上を動き回り、キャラの立ち位置が一定ではなく、範囲攻撃なども立ち位置が影響して、敵の反撃によって技が失敗するなど、一見するとアクションRPGのように見える。フィールドはダンジョンなどと縮尺が変わらない3Dのマップ。この戦闘やフィールドは日本ファルコムの『英雄伝説シリーズ』（『III』以降）に似た要素を持つ。

## 登場キャラクター
『ラグナロクオンライン』のノンプレイヤーキャラクター (NPC) として、アークトゥルスのシズとマリアが登場している。

### パーティーメンバー
ストーリーは、序章、1章、2章、3章、終章という構成になっている。2章は序章から二年近く経っており、終章でちょうど二年目となる。
シズ・フレアー
主人公。17歳。マヨルカ島のラグニ村に住む少年だが、少女と見間違えんばかりの美しい容姿をしている。穏やかかつ臆病な性格で、幼馴染のマリアには頭が上がらない。母親の墓のある海辺の丘を教会に買収された父に失望し、家を出る。
第2章ではシズの絶対悪の性格として登場する。その後の登場は終章にてアーリマンを退けた後となる。
絶対悪の精神と接触したことで自我を取り戻したシズは、「自分たちが戦ってきた相手こそ悪魔だったんだ！」と口にする。だが、絶対悪の精神はそれを否定。人間が堕落したのは、神がそう生み出したから。シズは失われていた精神と結合し、悪魔の子としての役目から解放された。
普通の人間になったことで、シズも本来の性別である女性となった。その後はアイと共に、ラグニ村でデリックとシェラーの墓参りをする。
シズ・フレアー（代行者ミトラ）年齢19歳
2章以降から17歳のシズに変わって使用可能になるキャラクター。身体は人間とは別の、精神体となっている。全身に禍々しい刺青が広がり、顔つきも1章の頃とは違い、常に斜に構えたように険しくなっている。善の肉体を失ったことで、絶対悪の精神のみの存在となっており、近付くものは見境なく襲い掛かっていたが、センクラドによって『理性』を取り戻される。そのため絶対悪の精神が多分に押さえつけられており、性格のひねくれた悪ガキのようになってしまった。
容姿や性格こそ荒々しいが、頼まれたらそっけない態度を取りつつも断れず、根本的なところは1章のシズと変わっていない。マリアがレーグランツに捕らえられたときは、彼女を助けようと誰よりも必死になっていた。また、マリアの危機にそっけない態度を取っていたエリュアードに怒りを覚え、怒鳴りつけている。しかし、弱気になったりすると乱暴な口調に揺らぎが出てくる。
物語の終盤、エリザベスの召喚した天使にアイが殺されそうになった時、シズは初めて心の底から彼女を守りたいと願った。彼の目を通して人間達を見ていたアフラマズダは「人間は守るべきだ」と考え、シズに自分の持つ全ての力を託した。こうしてシズは、天使の攻撃を軽々と弾き飛ばし、アイを救った。
アーリマンを倒した後は、善の肉体であるシズとひとつになり、代行者ミトラはその役目を終えることとなった。
2010年現在、『ラグナロクオンライン』に彼の本名であるミトラと同じ名前の装備が登場した。
マリア・ケーツ
シズの幼馴染の少女。17歳。ガサツで乱暴者な性格。都会の派手な生活に憧れており、シズを唆して2人で村を抜け出た。玉の輿に乗ることを夢見ており、旅先で出会ったエリュアードにお金目当てで様々なアプローチを仕掛けた。
第2章では19歳になっており、ツインテールは短髪切り揃えている。エリュアードと共に反政府組織プリセロナに参加。常に彼の傍らに立ち、ぞんざいな扱いをされようとも離れる事はない。
それは、心の底からエリュアードを愛してしまったから。最終的に、自分の思いがエリュアードに伝わり結ばれる事となる。
『ラグナロクオンライン』のNPCとしてよくドットが使われる。似た名前と容姿のキャラクターとして「マリアナ」が登場している。当時発売されていたROのアンソロジーコミックスでは、イズルードに武具屋の店主として描かれたこともある。
エリュアード・ヴォン・ハインベルグ 年齢26歳
多くの首相を輩出してきた共和国の名門ハインベルグ家の嫡男。家柄とその優れた容貌と能力のために社交界では絶対的な人気を誇るも、傲慢な態度のせいか、彼を憎む者もまた多い。叔父である共和国首相に、帝国から流出した魔法の宝石ダラントを手に入れるよう頼まれ、旅に出た。
1章の終盤にてネブカドネザルの崩落に巻き込まれ、顔の半分が潰れてしまったことで美貌を失ってしまう。さらに、実弟のレーグランツが反乱を起こし、首相を殺害したことで育ての親と帰る場所をなくしてしまった。それからは精神状態が悪化し、崩落から助けてくれたマリアを目の仇にして殴りつけ、怒鳴りつけるようになる。
第2章から反政府組織プリセロナに参加するが、命令違反や反逆的な態度で彼を毛嫌いする人間は多い。
レーグランツに対する復讐心を燃え上がらせているが、彼が道を踏み外した理由を知って助けてやれなかった自分を恥じた。レーグランツを倒した後は、少しずつ本来の人格を取り戻していき、愛というものを否定していたエリュアードも、自分を心配してくれていたマリアに対して愛情を抱くようになる。
三章の終盤にて、マリアへ告白するエリュアード。そしてエンディングにて、マリアと隣り合い、ずっとそばにいて欲しいと告げた。
3章での告白シーンはNGシーンにも収録されており、そちらではエリュアードに抱きつくはずのマリアが、彼に飛び蹴りを食らわせるという内容になっている。
テンジ
帝国軍に追われていたところをシズやエリュアード達に救われ、以後行動を共にする。棒術に長けた巨漢。39歳。一行の最年長者として、パーティーのまとめ役を請け負っている。初登場時に帝国兵士に追われており、シズを人質にとったことで彼から怖がられるようになってしまった（人質に取ったのは飽くまで兵士への牽制目的で、シズに危害を加えるつもりはなかった）。
本名は「カルル・ペトラルカ」。帝国の前皇帝であったが、内乱に敗れ失脚した。
セリーヌ
帝国の書記官。ダラントを探すシズたちの前に何度も現れ、その度に手を貸す謎の少女。その正体は、古代人にして当時の科学者「リ・ジェス」。だが、エンペンザによって記憶を操作され、与えられたセリーヌという記憶しかもっていない。エンペンザとは実の親子ではないが、互いに思いあう気持ちは本当の親子に近い。
ウィステン・クロイツェル 年齢28歳（年齢は第2章時のもの）
皇帝の指令を受け、ダラントを追う帝国の騎士。セリーヌ配下の騎士にして貴族。セリーヌに敬愛の念を抱いている。少々感情的になりやすいものの、その冷静な判断力と真面目な性格なせいもあって、部下からの信頼は篤い。幾度と無く、同じくダラントを追い求めるシズ達の前に立ち塞がる。
第2章では反政府組織プリセロナに参加する。
ピーチ・アルセス
盗賊『アルセス姉妹』の姉でキャロットとは義理の姉妹。24歳。義父にして帝国の五星王の一人、毒薬王ナガシュ・アルセス直伝の毒を扱う。しっかりしていて頼りがいのある姉御肌の女性。好きなタイプは渋い中年である。テンジにべったりだったが、3章にて彼が妹のキャロットを妻としたことで、そしてその妹が失明していたことでテンジを目の仇にするようになる。
キャロットの死がきっかけとなり、最後にはピーチとテンジは結ばれることとなる。
キャロット・アルセス
盗賊『アルセス姉妹』の妹でピーチとは義理の姉妹の間柄。20歳。姉に比べて大人しく、夢見がちで美男子に弱い。姉と協力して、貴族であるエリュアードから金品を盗もうと目論む。
1章の最後にてテンジと共に逃げた際、失明してしまった。だがそれと引き換えに、未来を視る能力を得る。
アイ・ツァラツストラ 年齢18歳（年齢は第2章時のもの）
教会によって異端として弾圧されているグリド教の若い教主で、かつて人々をヴァレンシア大陸に導いたツァラツストラの末裔。寡黙な少女で、あまり感情を面に出さないが内に秘める意志は強い。シズと同様に、法人類である。
父であり、教祖だったジオ・ツァラツストラが没したことで自分が教祖となる。なお、登場するのは第2章から。
最初は絶対悪の精神となったシズと仲が良かったとはいえないが、旅を続けるうちに心を通い合わせるようになる。

### 南ヴァレンシア王国
デリック・フレアー
ラグニ村の武器屋を営む、シズの義父。かつて、妻シェラーと共に勇者センクラドに協力した過去を持つ。相当な腕を持った戦士であったらしく、センクラドの信認が厚かった。アークトゥルスの宿命を持つシズを、悪魔の力が宿らないように育てていたが、ヴァレンシア王国枢機卿ビヨルン・リュングスツロムに妻のシェラーを殺されてからは、酒に溺れる毎日を送るようになってしまった。
シズとマリアが共に村を出てから彼がどうなったかは不明だが、エンディングでシズとアイが彼の墓標に立っていることから、戦争終結後にて死亡したようである。生前は、最後までシズと心を通い合わせることはなかったが、エンディングにて彼の墓標の前でシズは涙を見せていた。
シェラー・フレアー
デリックの妻であり、悪魔の子シズを引き取った人物。故人。センクラドが村を去った後、デリック、シズと共に平和な生活を送っていたが、ヴァレンシア王国枢機卿ビヨルン・リュングスツロムによって命を奪われてしまう。
ラグニ村近くの岬に彼女の墓が建てられている。
アイスパイン 年齢不明
帝国兵に追われるシズとマリアを助けた青年。以後、ふたりの師となり、シズには魔法を、マリアには剣の技を師事した。
その正体は、アシリオン帝国宰相エンペンザ・ラムスティン。
センクラド 年齢不明
ラグニ村では勇者と呼ばれる人物。人形人間として無限とも言える時を過ごし、現帝国宰相エンペンザとは無二の親友であった。悪魔の子シズを巡ってエンペンザと対立し、彼を抹殺する（後にエンペンザはエリザベスによって復活させられる）。
己の信念に基づき、シズを殺そうとするも、協力者であったシェラーの想いに負け、フレアー夫妻にシズを託した。
その後は医師を束ね、黒死病患者を治療する指導者となる。
ネブカドネザル崩壊時、グリト教の教主であるアイに付き従い、シズを助け出す。シズの生まれ、アークトゥルスについてなど、過去の真実をシズに告白した。その後、全ての力をシズに託し、静かにその活動を停止することになる。

### 七人委員会共和国
六大老
七人委員会共和国を影から操る6人の老人。その正体は、共和国を建国した七人委員会の中の6人で、「マギ」と呼ばれる不死の施術により700年もの時を生きている。
2章の最後にてレーグランツを倒した後に戦う。あらゆる攻撃が通じないため初戦は絶対に勝てず、逃げるしかない。しかし、二戦目では怪老人が彼らを倒すための手段として、「六人いるうちのひとりは擬似生命体で、それを倒せば六大老の使っている結界を破ることができる」と伝えてくれる。
アルブレヒツ・ヴォン・ハインベルグ
七人委員会共和国の首相。エリュアードとレーグランツの叔父。
六大老が裏から共和国を支配していることを良しとせず、共和国を大老たちの呪縛から解き放とうとするが、逆に六大老の意を受けたレーグランツによって殺害されてしまう。
レーグランツの憎悪に火をつけた張本人。エリュアードと比較されて周囲から無能とそしられるレーグランツに対して「兄のために家を出て行け」と言い放った。
レーグランツ・ヴォン・ハインベルグ
エリュアードの弟。愛称は「レイ」。ハインベルグ家の一員だが、奇妙で攻撃的な性格のため、彼を慕うものは皆無である。六大老の命令で、親族である首相を殺し、自ら首相になり大陸に戦火を広げた。
彼は常に周りから、自分より優秀な兄であるエリュアードと比較され「無能」として扱われてきていた。そしてある日、叔父であるアルブレヒツから「エリュアードのために家から出て行け」と言われ、ハインベルグ家に対して屈折した思いを抱くこととなる。
エリュアードに対する感情も憎悪と悲哀に満ちており、「ナルシストのお前がオレのことなんか気にかけているわけがない」と思い込んでいる（実際には、エリュアードは弟のことを気にかけて将来のことを考えていた。
六大老の命令を受けてアルブレヒツを始末し、自分が共和国の支配者となった。自分を追放しようとしたハインベルグ家を「呪われた家系」と呼び、それがこの世に存在することが許せなかったレーグランツは、最後にエリュアードも始末しようとマギの力を手に襲い掛かるが敗北。だが、マギの力を失っても執念は失われず、最後の一戦を挑んだ後、兄に看取られてこの世を去った。その際に、レーグランツは最後まで兄に勝てなかったことを悔やんでいた。
ガイル・マロウィッツ
首相の影のように従う首相補佐官で、六大老と首相の関係を知っている唯一の人物。口が堅く、任された仕事を黙ってやり遂げる人物のため、首相が秘密を共有できる唯一の友人でもある。
エリュアードが旅立ってから、エリュアードに絶え間なく情報と金銭的な援助を重ねる。
アロン・エミル
政府軍所属の将校。念力を使う超能力者で、プリセロナ陣営に大きな損害を与えた。子供の頃は超能力者という理由だけで蔑視されながら育てられた。
実の妹であるクスコ・エミルを愛しており、プリセロナの過酷な尋問で廃人となってもそれは消えず、妹の保護を条件に情報を提供した。その後、自ら舌を噛み切って死亡する。
クスコ・エミル
政府軍所属の将校。アロン・エミルの妹。兄と同じく超能力を持っており、その力で人形を操る。超能力者という理由だけで蔑視されながら育てられた。子供の頃から同じ苦しみを味わってきた兄に好意を持っている。
兄を捕らえたエリュアード一行に復讐するため、人形を武器に戦いを挑んでくるが、敗北。兄を思いながらこの世を去った。
グランツ
共和国自由同盟軍所属の中尉。女性の前ではホラを吹くが、いざ戦争がはじまると真っ先に逃げたという噂がある。エリュアードが大嫌いだが、肝心のエリュアードは彼の名前すら覚えていない。エリュアードを殺そうとしたためマリアの怒りを買い、戦闘の際に事故死してしまう。
ハス
グランツの金魚のふん。グランツと同じく自由同盟軍所属の中尉で、少しどもる癖がある。グランツが世界で最も強いと思っている。マリアが意図的にではないとは言え、グランツを殺害する現場を見てしまったため、口封じに殺されてしまう。
マティア・ビヤンソン
共和国西部の町ペルガモスに住む若者。共和国西部にあるプリセロナ青年団員だった兄の死が東部の陰謀だと信じ込み、兄の仇をとるためにダラントの魔力を使って、700年前に死んだ7人の領主の一人であるアケナトンを復活させた。
アケナトン
過去にウァルケンスヴァルド地域を治めた領主。
新世紀暦1255年、混乱に乗じ大陸の西部を治めていた領主達を集め、七人委員会なるものを構成し、初代大統領になる。以後、8年に決められた自分の任期を無理に延長させようと憲法改正を進め、他の領主達と摩擦を起こした。そのため、アシリオン帝国の支援を受けて政治権力の掌握を図るようになる。
しかし、帝国との連携を他の6人の領主に察知され、戦争を起こすが敗北。6領主との戦いに敗れたアケナトンは帝国暦15年、ウァルケンスヴァルド城に監禁され、獄死した。
初当選での任期8年、再任8年、そして3年間の内戦を含めて、延べ19年の長期執権として記録に残された。以後、共和国は内閣制を導入し、首相を選出することになる。

### 共和国反政府組織プリセロナ
シュー
名門ハインベルグ家のメイドとして働いている少女。エリュアードとは腹違いの妹に当たるが、ハインベルグ家に認知された子供ではなく、素性が隠されている。異母兄であるエリュアードに好意を寄せている。
序盤ではレーグランツに殺されかけたことでエリュアードに助けを求めて来るが、何かの間違いとのことで追い払われてしまう。
戦争勃発後は反政府組織プリセロナに参加し、一兵士として戦いに身を投じた。モレーの死後、彼女は新たなる共和国の大統領となる。「ハインベルグ」に認められなかったのはレーグランツと同じであるが、その結末はまったく逆のものだった。
ジャック・デ・モレー
ジアティラに本拠を構える反政府組織プリセロナの指導者で、共和国の野党指導者。ネブカドネザルで重傷を負ったエリュアードとマリアを保護した。非常に計算高く、野心のある人物で、対共和国政府、アリシオン帝国との戦いで、一時は大陸全土をほぼ手中に収めた。
目的を達成するためには敵味方関係なく道具として扱い、平然と仲間を見捨てる気概を持っている。レーグランツに捕らわれたマリアを助けに着たが、それはエリュアードが先行してエルハイヴ要塞を落としたのを見計らってのことであった。モレーの裏の顔をエリュアードに見抜かれていたため、アシリオン帝国に攻め込んだ後は見限られてしまう。
使徒によって世界中で虐殺が始まった際、N.O.A.H.にてプリセロナ兵たちと共に登場。使徒に対抗できるシズたちの力を見込んで頭を下げるが、エリュアードに「失せろ！」と怒鳴りつけられてしまう。崩壊するN.O.A.H.から部下の案内受けて走り去る描写があるが、その後の登場はない。

### アシリオン帝国
ダイン・ペトラルカ
カルルの従兄弟にあたる皇室の親戚。帝国暦724年、帝国のアステラ皇帝が後継ぎもなく崩御した後に次期皇帝の候補として最も注目されていた人物だったが、政権を握っていた西林派の政略によって帝位にはカルルが就いてしまった。以来、いつ殺されてもおかしくない状況の中、カルルの保護の元で命を繋ぎ、息を潜めて暮らしていた。
そんな中、政治の中心に対する反対勢力である東城派が反撃してカルル帝を廃位させた際に、帝国の皇帝となった。恩を仇で返す行為をしたため、カルルから命を狙われており、帝位に就いた後も今までと変わらず周囲に対して怯えた暮らしをしていた。そのため極度の人間不信となり、自己保身に走る男となってしまう。
帝位に就いた後も決して幸せな人生を送ったわけではなく、テンジ（カルル）からその暮らしを同情され、彼の復讐心を薄れさせた。
シア・ヘドマルクに裏切られて殺されたとされているが、エンディングにて生存が判明。シアの協力で影武者を用意し、皇太后の元へ逃げ込んでいた。自分のために死なせてしまったシア・ヘドマルクへの述懐を皇太后に聞かせている。
ヴィンテルソルグ
帝国五星王の一人。光のような早さで抜刀することから「光剣王」と呼ばれる。
五星王の事実上のリーダーで、今の五星王は彼の力で作られたと言っても過言ではない。
フィラデルフィア地下道の戦いでシャグラ、ダニエルと共にシズたちと交戦後死亡する。
シア・ヘドマルク
帝国の五星王の一人。「雷撃王」の異名を取る女性。彼女の身の上事情について正確に知る者はいない。ダイン皇帝と内縁の関係だという噂もある。
内戦に疲れてダインを裏切り、顔を潰して殺害。死体を持ってプリセロナへ投降したが、それはダインを逃がすための策謀であった。しかし、他の五星王たちの目も欺いてしまったため裏切り者として扱われ、ヴィンテルソルグ、シャグラ、ダニエルの三人によって処刑されてしまった。そのため、彼女だけはシズたちと戦うことはなかった。
シャグラ・マルクルンド
帝国五星王の一人。炎を扱う技に優れていることから「火蝙蝠王」と呼ばれている。禿頭の巨漢だったため、ピーチから「タコ」呼ばわりされてしまった。
性格が単純な上に乱暴で、五星王の資質が足らないとの話をよく聞くが、彼の圧倒的な力はそんな話を黙らせるほどに強い。テンジを目の仇にしており、やたらと攻撃的に突っかかってくる。
フィラデルフィア地下道の戦いでヴィンテルソルグ、ダニエルと共にシズたちと交戦後死亡する。
ダニエル・フレドリックソン
帝国五星王の一人。髪が金のように光ることから「金獅子王」と呼ばれる。たくましい肉体を持つ重戦士。
重すぎて普通の人間には持つことも出来ないような武器を自在に操る。彼が振り下ろした剣の剣風は、家屋をも吹き飛ばす。
フィラデルフィア地下道の戦いでシャグラ、ヴィンテルソルグと共にシズたちと交戦後死亡する。
ナガシュ・アルセス
帝国五星王の一人で、ピーチの義父にしてキャロットの父親。毒を扱う技では右に出る者がいないことから「毒薬王」と呼ばれる。最後に戦う五星王となる。
10年以上も千蛛毒功の修練を重ねた結果、体は緑色に変色し、溢れ出る毒気はかなりのものである。現在の五星王の中では、最後に王位を授かった。普通の人と思えない体格と変わった言動のため、多くの人が彼を避けている。
実の娘であるピーチを自分のための道具として扱い、持てる限りの技を教えた。対して二番目に生まれたキャロットは可愛がっていた。しかし実はピーチもキャロットも実子ではないことが判明する。同士である五星王のうち4人が倒れた際、ついに自分の道具としてキャロットを人質にとり、自分にさえ扱いきれない猛毒を服用させる。その解毒剤と引き換えにテンジの自害を要求した。テンジが死亡した後は自身が新たな皇帝となるつもりだったが、既に死を覚悟していたキャロットはナガシュに歯向かった。解毒剤を自らの手で壊し、テンジをすくった。切り札を失ったナガシュは自暴自棄で襲い掛かるも、多勢に無勢で敗れ去る。
虐待同然の扱いを受けていたピーチは、ナガシュがキャロットを人質に取るまでは「父親」だと心のどこかで思っていたことを明らかにした。
バイオレット
帝国北部の流刑地カイエンルン島に住む少女。流刑に処されたテンジを疎む島民が多い中、テンジを支えつづけた。後にそれは恋心へと代わり、互いに想いを寄せるようになるも、帝位に就いたテンジと離別することに。
彼女もまた政争に巻き込まれ、東城派の刺客によって命を奪われてしまう。
ブリニャル・トリスタン
カルルがカイエンルンに幽閉されていた時に、彼をコンステルラリウムまで連れて行った帝国の将校で、カルルが失脚した後まで彼を守ってきた忠臣。
カルルが追い出されてからは共和国へと亡命し、危険な荷物や高価な荷物を運送する仕事をして生きている。

### グリト教
ジオ・ツァラツストラ
生前はグリト教の教主として君臨していた。死後はアイに教主の座を継がせた。
ベアマン
グリド教の教主ジオ・ツァラツストラが生きていた当時は、グリド教のNo.2だった人物。野心深い人物で、ジオ・ツァラツストラの死後、グリド教の教主になるため、隠していた牙を現した。教主の世襲制を苦々しく思っており、ジオの娘・アイの存在を快く思っていない。
非常に強力な火の魔法使いで、グリド教の聖典「アベスタ」を持っている。また、「白髪魔人」の異名を持つ共和国出身の剣客アクセル・ルディ・ペールを側に置いている。
アクセル・ルディ・ペール
「白髪魔人」と呼ばれる、共和国出身の白い長髪の男。ベアマンに付き従い、彼の野望を叶えさせるために多くの手助けをする。長剣の使い手で、優れた剣術を兼ね備えている。

### 古代人
リ・ヒョンギ
眼鏡をかけた科学者の男性。優秀な科学者だったが、コンピューター世界の少女ピオナに惚れてしまったため、狂気の道を歩むこととなる。
リ・ジェス
ヒョンギの助手をつとめる少女。
ピオナ
仮想世界に生きる少女。ヒョンギの愛に正面から答え、ヒョンギがしてほしいことは、自分もかなえてあげたいと思っている。

### 新世紀の注視者たち
本作における黒幕的存在。
エリザベス・バソリー（リ・ヒョンギ）
本作の黒幕の一人。アングラマイニュの司祭を名乗る黒いドレスに身を包んだ魔女。「新世紀の注視者たち」という異端集団を率いている。巷では自分の若さと美貌が衰えるのを恐れ処女から血を絞り、血液風呂に入ったという怖い噂が流れている。
その正体は、太古の昔に生きた人類の科学者。現在の肉体は、N.O.A.H.に保管されていたとある女性の肉体を複製し、そこに自身の脳を移植したものである。
元々は神と悪魔の戦いで世界が一度滅ぼされる前に生きた人間である。彼は自分が作り出した電子の世界で生きる少女ピオナに恋をしてしまい、次第に「子供を生ませたい」と思うようになり、それをかなえるため狂気に染まっていった。リ・ジェスからは愛情を向けられていたが、興味のなかった彼はそれに答えず、いつも冷たく扱っていた。ヒョンギは「ガイア理論」を研究会にて発表。それは人類全てが同一の思考を持ち、電子サーバーの中へと意識を接続させ、自分の利益のために行動させないように管理するというもの。管理できる人間は「144,000名」のため、人間を減らすべきだと主張するも、学会から嘲笑われてしまう。
酒に落ちた彼はリ・ジェスに自身の脳をエリザベス・エンジンに組み込ませるように手配し、一体化した。その後、人類と使徒との戦いが起こり、科学者たちがエリザベス・エンジンに助けを求めると、人類が生き残る方法として方舟（N.O.A.H.）の作成と（人類が唯一倒した）使徒から出てきた結晶体（ダラント）を人間の体内に隠すことを提案する。
アーリマンを神と称え、自分が導き出した結論が正しいと証明するため神の復活をもくろむ。人類の抹殺を計る神アーリマンの手で人間たちを殺させ、自分と選ばれたものだけが暮らす理想の世界を創造しようとした。これが「新世紀の注視者たち」の真の目的である。セリーヌ（リ・ジェス）を自分の手駒にしようと誘惑するが、度重なる悪行についに愛想をつかされ、「私はあなたが大嫌い」と拒絶されてしまう。
最期の決戦の地エデンにてシズたちに倒され、自分の命と引き換えに大空に佇むアーリマンをエデンに召喚した。アーリマンが倒された後は、アフラマズダと会話を交わし、「不完全な存在として人間を生み出した神こそ、人間を堕落させた源であり、その根源だった。人間の罪は神の罪。神が人間を愛するのなら悪魔は人間を憎み、神が人間を憎むのなら悪魔も人間を愛するしかなかった。だから神も悪魔も堕落した人間を憎むのは愛情の裏返し」だと悟り、この世を去った。
ビヨルン・リュングスツロム
南ヴァレンシア王国の枢機卿。大病を患ったとされる国王に代わり、王国の政務を司っている。
しかし、その正体は悪魔に魂を売り渡した外道。古代の技術により、人間から怪物となる細胞に改造を施されている。国王や集められた子供を喰らい、シズの母シェラーを殺し、聖都バアラでは重税を課し、国民を苦しめている。
魔女エリザベスと共に、『黙示録』預言の成就を目論み、「絶対善」であるシズの肉体を生贄に捧げようとした。
最後の決戦の地、エデンにてシズたちと二度の戦いを交え敗北。醜い怪物の姿で死ぬことを悔やみながら、この世を去った。
怪老人
2章から本格的に登場し、エリュアードたちを影から支え、見守っている白髪の男性。かつては共和国を牛耳る六大老のひとりであったが、ある理由を機に脱退し、行方を晦ました。
センクラドやエンペンザを初めとする人形を作り出し、魔法という力を教えた。そのためか、人形たちからは「父」と呼ばれている。
人形に文明という知識を与えた結果、造物主である自分たちと敵対することになるという結果を生み出してしまい、何が悪いのか考え込む。そしてエリザベスの話から導き出した結論は人間の改善、神に頼ることであった。以降、神であるアーリマンを復活させようと行動を開始する。その過程でエリュアードたちに力も貸したが、終盤にて敵対。そして、神の降臨と同時にシズたちに敗北し、使命から解放された。
エンペンザ・ラムスティン
王国軍に追われているシズとマリアを助けた隠者。アイスパインと名乗り、以後はシズの魔法の師となり、マリアの剣の師となった。東洋の文化に凝っていて、外見や住まいにもその影響が見られる。
隠遁生活を行なっていたが、その正体は五星王を束ねる帝国の宰相。セリーヌやエリザベスの義父でもある。また、怪老人によって作られた人形人間であり、センクラドの弟に当たる。
悪魔の子であるシズを「将来必ず災いをもたらす」と殺そうとするセンクラドと意見を違え、シズを守るために戦い死亡する。その後、エリザベスの手によって操り人形として蘇らされる。だが、死してその強靭な精神は失われず、エリザベスの命令に従っているふりをして行動する。
1章の最後「ネブガドネザル」にてシズたちの前に立ちはだかり、正体を明かす。シズの肉体を操り、セリーヌの腹部を切り裂かせて最後のダラントを取り出させる。しかしそれは、ダラントを隠すための器という使命からセリーヌを解放するためであり、取り出すことができるのはシズしかいなかったからだった。
3章の終盤にて刃を向けてきたプリセロナの兵を壊滅させ、居合わせたシズたちと最後の戦いを繰り広げる。倒される間際に「……強くなったな」とシズたちの成長を認め、「師」としての一面を見せた。その後、セリーヌの封印された記憶を解放するも「父」によって消滅させられてしまった。
スティアン・アルスタード
ベリア半島に拠点を構える盗賊団の頭目。1章のみに登場する序盤の敵。「新世紀の注視者たち」の一員というよりは、魔女エリザベスに脅されていたに過ぎない立場。エリザベスの命令によりサルディスから若い娘を誘拐していた。敗北したあとはマリアによって全裸で忠吊りにされてしまい、放置されてしまうという末路を迎えた。その後は登場しない。

### 神と悪魔
神とは善であり悪。元々はひとつの光だった「スペンタ・マイニュ（アフラマズダ）」と「アングラ・マイニュ（アーリマン）」である。スペンタ・マイニュは、世界の秩序を正すことにこだわるアングラ・マイニュを気に入っていなかった。互いの思想は共感されることなく、争い、人間達に「神と悪魔」という境界線のない幻像を植えつけてしまった。すなわち神も悪魔の元々は同一の存在である。本作では主に神をアーリマンとして扱い、逆に悪魔をアフラマズダとして扱っている。
アーリマン
人間を生み出した造物主。一部の人間達からは神と崇められ、また一部の人間たちからは悪魔と恐れられている。アークトゥルスにおける最終ボス。
過去、人間の所業を見かね警告を発するが、誰にも受け入れられず人間の抹消を図る。一方で人間に対して歪んではいるものの愛を持っている。
自ら生み出した人間は不完全な存在であるが故に堕落してしまった。自己利益のために他者を平然と害し、その命と権利を奪い続けた。そして「マギ」という技術（魔術）により、一部の人間は他者の血と命を犠牲にすることで不老不死になろうとしていた。
堕落した人間の罪は、彼らを生み出した自身の罪。自分の生み出したもので神は苦しめられ、そして、人間を愛するあまり存在そのものを消してしまおうという結論に至った。それがアーリマンが人間に向ける「愛」であった。
アフラマズダと戦いの末、相打ちという形でひとまずの休戦となる。それから数千年後、怪老人によって再び地上に降臨し、天空から配下の使徒に人間の抹殺を命じた。
その圧倒的といっても言い足りない、絶対的な力は人間とは次元が違った。戦争で多くの英傑を失った人類に対抗する術はなく、無数の巨大な使徒たちによって家屋は踏み潰され、剣で大地を引き裂かれ、多くの命が奪われていった。
その後、シズたちに追い詰められたエリザベスが、自らの命と引き換えにアーリマンをエデンに降臨させた。悪魔アフラマズダの力を受け継いだシズと、多くの困難を乗り越えてきた仲間達。最後はその力の前に破れ、アーリマンは消滅した。
アフラマズダ
シズの母親。美しい女性の上半身と蛇の下半身を持っている。一部の人間達からは神と崇められ、また一部の人間たちからは悪魔と恐れられている。
過去、人間を虐殺するアーリマンに対抗するため人間に呼び出された（その代償として、多くの人間が浮遊霊となって成仏できずエデンを彷徨っている）。
アーリマンと互角の死闘を演じ、互いに深い傷を負って相打ちとなる。以後は、暗闇に包まれた世界で傷を癒し、シズ（ミトラ）を自分の「目」として人間の世界へ産み落とした。シズが初めてアイを守るために力が欲しいと思った時、彼女は「人間は守る価値がある」と見定め、自分のすべての力をシズに託した。
シズとアーリマンの死闘の後、アフラマズダは死にゆくエリザベスと最後の会話をかわす。神は人間を愛し、悪魔は神と人間を憎む、神と悪魔は表裏一体、だから「悪魔も人間を愛するしかない」のだと。

### サブキャラクター
ブレーム・ロジャス
ロジャス宅配便の社長。彼が世界中に設置したボックスのおかげで、アイテムの持ち歩きが楽になっている。
ジェラード・マギン
針術に一生を捧げる医術人。著書には「針術の神髄」がある。
若いころに医学的な挑戦を何度も受けたことが原因で、灸術師ピーター・コールマンとは仲が悪い。以来、数十年にも及ぶ不毛な戦いとなり、現在も続いている。
ピーター・コールマン
共和国の港町アンスヴェルスで一生を灸術だけに捧げてきた医術人。著書には「実践! 灸術活用」がある。
同じ地域で活動する針師ジェラード・マギンと仲が悪いが、実は若い頃の恋慕が数十年も続いたあげく、本来の目的から大きくずれ変質した、お年寄り特有の底意地の悪い癖のようなものである。
ラビア・シュピーゲル
共和国国境の町メルヘムの北側で牧場を経営している女性。手のかかる牧場仕事を女手一つで切り盛りしており、町の人から「しっかりしている」と評されている。過去に男性問題で心に傷を負い、年頃であるにもかかわらず、結婚もしないまま一人暮らしをしているという噂がある。
グランデ
共和国南部の港町アンスヴェルスの大富豪。骨董品集めが趣味らしく、その収集範囲は大陸全土に及ぶ。秘宝ダラントを入手し、その力に見入られ、一時魔物に取り憑かれてしまうが、シズ達によって助けられる。
事件解決後は、資金援助をしてくれたり、旅の話を聞きたがったりと、見かけと異なる一面を持つ。
アビタース・ヘリテッジ
窃盗であれ殺人であれ、金になる仕事は何でもする集団。アビタース・ヘリテッジの実態を知るものは、誰一人としていない。数多くの訓練を受けているため、戦闘のプロフェッショナルになっている。